# Lauryn Williams
Lauryn Williams (* 11. September 1983 in Pittsburgh) ist eine US-amerikanische Sprinterin und Bobfahrerin. 2005 wurde sie Weltmeisterin im 100-Meter-Lauf.

## Leben
Bis 2000 besuchte Williams die Rochester High School und studierte dann bis 2004 an der University of Miami.

### Leichtathletik
Williams hat bei den nationalen Meisterschaften und Juniorenmeisterschaften in den Jahren 2002 bis 2004 mehrfach Gold und Silber errungen und erreichte bei den Olympischen Spielen 2004 in Athen über 100 Meter ihre erste olympische Silbermedaille, hinter Julija Neszjarenka (BLR) und vor Veronica Campbell (JAM).
Bei den Weltmeisterschaften 2005 in Helsinki wurde sie im strömenden Regen erstmals Weltmeisterin in einer Zeit von 10,93 s vor Veronica Campbell und Christine Arron (FRA). Ihre Finalzeit lag nur zwei Hundertstelsekunden über ihrer persönlichen Bestzeit (10,91 s), die sie im selben Jahr in Lausanne erzielte.
Bei den Hallenweltmeisterschaften 2006 in Moskau gewann sie Silber im 60-Meter-Lauf. In Osaka bei den Weltmeisterschaften 2007 gewann sie in 11,01 s Silber hinter Veronica Campbell und mit der 4-mal-100-Meter-Staffel Gold.

### Bobsport
Lauryn Williams startete in der Saison 2013/14 erstmals als Anschieberin mit Bobpilotin Elana Meyers bei Zweierbob-Weltcuprennen. Bei den Olympischen Winterspielen 2014 in Sotschi gewann die beiden US-Amerikanerinnen die Silbermedaille. Seither gehört sie zu den wenigen Athleten, welche olympische Medaillen sowohl bei Sommer- als auch bei Winterspielen gewonnen haben. Im Februar 2015 beendete sie ihre Karriere.
Williams hat bei einer Größe von 1,60 m ein Wettkampfgewicht von 60 kg.